# Mersa Gawasis
Mersa Gawasis (in egiziano antico: Sȝww) era un antico porto marittimo costruito sul Mar Rosso e un'ex città portuale dell'antico Egitto. Il sito dista circa 23 chilometri a sud della città di Safaga e a circa 50 chilometri a nord da Quseir. 

## Storia
Fondato all'epoca di Sesostri I e Sesostri III (XII dinastia) fu utilizzato come porto e servì come punto di partenza per le spedizioni marittime verso il paese di Punt. Il porto veniva utilizzato anche come punto di partenza per le escursioni alle miniere del Sinai.

## Etimologia
Il nome è composto da Mersa, che indica un porto, e Gawasis termine medievale per barca da ricognizione.

## Archeologia
Quando a Wadi Gasus fu rinvenuta una stele della XII dinastia, sulla quale era menzionato un porto vicino chiamato Sȝww, l'Università di Alessandria avviò nel 1976 uno scavo guidato da Abdel Monem Sayed nei pressi della stazione di approvvigionamento idrico greco-romana in cui era stata rinvenuta la stele. Successivi scavi effettuati nel 1977 portarono alla luce frammenti di ceramica con iscrizioni ieratiche che elencavano il contenuto, l'origine e la destinazione dei vasi. Tra questi c'erano un tempio di Sesostri II, il nome del paese di Punt ed il nome di un funzionario dell'epoca di Sesostri III.
Le scoperte hanno rivelato che Sȝww poteva ora essere chiaramente identificata con Mersa Gaouasis e che nel Medio Regno le navi salpavano da qui per il paese di Punt e viceversa. 
Nel 2013, nel vicino Wadi al-Jashar, sono stati scoperti frammenti di papiro risalenti al 2594 o 2593 a.C. a.C., cioè risalenti all'epoca del faraone Cheope, che sono i più antichi conservati fino ad oggi. Il ritrovamento è costituito principalmente da resti di diari e registri di bordo di funzionari amministrativi e marinai egiziani. A quanto pare, gli equipaggi della nave venivano impiegati nei lavori di costruzione nella valle del Nilo, nonché nell'estrazione di minerali e nelle spedizioni nel Mar Rosso.